# Alfonso Zarauza
Alfonso Vilas Zarauza (Santiago de Compostela, 1973) és un guionista i director gallec.

## Trajectòria
Després d'una sèrie de curtmetratges com Hai que foderse (1994),  ¡Aproba! (1995), A danza de Katiuska (1998), Sebastian (2001) i Touro (2002),va treballar a la producció de Un rey en La Habana de Alexis Valdés el 2004 i va debutar el 2007 amb un llargmetratge A noite que deixou de chover. El 2009 va codirigir la sèrie de televisió O Nordés. El 2021 s'endinsà en el gènere del terror amb Malencolía.

## Filmografia
- 2009: O Nordés
- 2013: Encallados
- 2014: Os fenómenos
- 2008: La noche que dejó de llover
- 2020: Ons
- 2021: Malencolía

## Premis i nominacions

### Premis Mestre Mateo
| Any  | Categoria          | Pel·lícula                   | Resultat  |
| ---- | ------------------ | ---------------------------- | --------- |
| 2008 | Millor director    | A noite que deixou de chover | Guanyador |
| 2008 | Millor guió        | A noite que deixou de chover | Guayador  |
| 2009 | Millor realitzador | O Nordés                     | Guanyador |
| 2013 | Millor director    | Encallados                   | Nominat   |
| 2014 | Millor director    | Os fenómenos                 | Guanydor  |
| 2014 | Millor guió        | Os fenómenos                 | Guanyador |
| 2020 | Millor director    | Malencolía                   | Nominat   |